# Иван Радоев
Вижте пояснителната страница за други личности с името Иван Радоев.
Иван Дашев Радоев е български драматург, поет и журналист. Носител на извънредна награда за цялостно творчество, присъдена от Международната академия на изкуствата в Париж.

## Биография
Иван Радоев е роден на 30 март 1927 година в Пордим, Плевенско. Завършва гимназия в Плевен. През 1945 година е приет за член на Работническия младежки съюз. Участва в строежа на Хаинбоаз по време на бригадирското движение. Следва право (1947 – 1949) и българска филология (1949 – 1951) в Софийския държавен университет. Редактор във в. „Стършел“, в. „Родни криле“, сп. „Български воин“. Драматург в Народната опера в София (1963 – 1968), главен редактор на Българската телевизия, драматург на театрите „Сълза и смях“ (1970 – 1972) и „София“ (1972 – 1986), на театъра в Перник (1986 – 1990).

## Творчество
От края на 40-те години Радоев е автор на първия любовен цикъл, печатан след септември 1944 година, станал повод за бурна дискусия. По юношески чистата романтично обагрена лирика е възприета от нормативната критика като „сексуално-буржоазна“, „еротична“, „порочна“, „упадъчна“. Постепенно упреците за „вредителството“, за липсата на „идейно здраве“ се прехвърлят върху личния живот на поета. Той е принуден да напусне София и да се установи в Сливен и Бургас. Радоев е един от създателите на т. нар. лирична драма през втората половина на 50-те години. В малките пиеси „Джудо“, „Петрол“, „Ромео и Жулиета“, „Моцарт“ от 1986 година за първи път в българската драматургия са представени младежките несъгласия и бягства, станали причина за спирането на спектаклите.
Литературна анкета с Иван Радоев публикува Мария Гарева през 1987 година.

## Памет
На негово име са наречени Драматично-куклен театър „Иван Радоев“ в Плевен и улица „Иван Радоев“ в квартал „Овча купел" в София, недалеч от Нов български университет (Карта).
Министерство на културата, община Плевен и Драматично-куклен театър „Иван Радоев“ организират Национален конкурс за българска драматургия „Иван Радоев“.

### Поезия
- „Шумят знамената“ (1951)
- „Пролетно разсъмване. Стихотворения“ (1953)
- „Стихотворения“ (1958)
- „Баладична поема“ (1960)
- „Един бял лист“ (1975)
- „Стихотворения и поеми“ (1978)
- „Грешни сънища. Стихотворения и поеми“ (1987)
- „Песъчинки – животинки“ (1990)
- „Бяло потъване. Децими. Феникс“ (1992)
- „Да бъде любов“ (1993)
- „Ракия за Бога“ (1994)

### Посмъртни издания[1]
- „Автентичният абсурд“ (2001, интервюта)
- „Свързване“ (2007, избрани стихове)
- „Чудо“ (2007, избрани пиеси)

### За него
- Мария Гарева. Иван Радоев. Литературни анкети. София, 1987.
- Росица Димчева. Скокове през времето: Иван Радоев – духовен опит и творчество. София: Университетско издателство „Св. Климент Охридски“, 1993, 133 с.

## Пиеси
- „Светът е малък“,
- „Юстинианова монета“,
- „Голямото завръщане“,
- „Червено и кафяво“,
- „Пожарът“,
- „Садал и Орфей“,
- „Човекоядката“,
- „Биволът“,
- „Чудо“,
- „Кълбовидна мълния“,
- „Сън“,
- „Вангела“,
- „Упи или Театърът в края на века“ и др.